# École nationale supérieure d'électrotechnique, d'électronique, d'informatique, d'hydraulique et des télécommunications
École nationale supérieure d'électrotechnique, d'électronique, d'informatique, d'hydraulique et des télécommunications (ENSEEIHT) är en fransk grande école som utexaminerar generalistingenjörer i söder Frankrike (Toulouse), och som är medlem av Université Fédérale Toulouse Midi-Pyrénées.